# Rosa langyashanica
Rosa langyashanica — вид рослин з родини трояндових (Rosaceae); ендемік Китаю.

## Опис
Кущ листопадний ≈ 2 метри заввишки. Гілочки темно-пурпурні або сірувато-коричневі, циліндричні, голі, мало колючі; колючки жовтуваті, вигнуті або прямі, плоскі, жорсткі біля основи. Листки включно з ніжками 7–10 см; прилистки здебільшого прилягають до ніжки; остови й ніжки залозисто-запушені або майже голі; листочків (5 або) 7 або 9, сидячі або майже так; знизу блідо-зелені, а серединну й бічні жилки видно; зверху темно-зелені; ромбоподібно-еліптичні, 2.5–3 × 0.8–1.8 см, обидві поверхні голі, основа клиноподібна або широко клиноподібна, край різко глибоко пилчастий, верхівка загострена або гостра. Складний щиток 5–9-квітковий. Квітки 2–3 см у діаметрі. Чашолистки ланцетні або яйцювато-ланцетні. Пелюстки рожеві, широко-зворотно-яйцюваті, 6–7 × 4–5 мм, основа клиноподібна, верхівка виїмчаста. Цинародії яйцювато-кулясті, в молодому віці голі.

## Поширення
Ендемік Китаю: Аньхой (Чу Сянь). Населяє узлісся лісу на висотах 100–200 метрів.